# 遙かなる時空の中で-紫陽花ゆめ語り-
『遙かなる時空の中で〜紫陽花ゆめ語り〜』（はるかなるときのなかで〜あじさいゆめかたり〜）は、コーエーから2002年3月27日（上巻）、2003年1月22日（下巻）が発売されたオリジナルビデオアニメーション。
『遙かなる時空の中で』シリーズ初のアニメ化作品。

## 登場人物
- 元宮あかね - 川上とも子
- 源頼久 - 三木眞一郎
- 森村天真 - 関智一
- イノリ - 高橋直純
- 流山詩紋 - 宮田幸季
- 藤原鷹通 - 中原茂
- 橘友雅 - 井上和彦
- 永泉 - 保志総一朗
- 安倍泰明 - 石田彰
- 藤姫 - 大谷育江
- アクラム - 置鮎龍太郎
- イクティダール - 石井康嗣
- シリン - 川村万梨阿
- セフル - 浅川悠
- ラン（森村蘭） - 桑島法子
- イノリの子分 - くまいもとこ
- 梓 - 永島由子

## スタッフ
- 企画・製作 - コーエー
- 監督・絵コンテ - 鈴木行
- キャラクターデザイン - 水野十子
- アニメーションキャラクターデザイン・総作画監督 - 大貫健一
- 作画監督 - 橋本英樹（上巻）、ひじりあおい（上巻）、大貫健一（下巻）
- 脚本 - 岡崎純子
- 演出 - 古川順康（下巻）
- 美術監督 - 西川淳一郎（上巻）、谷村心一（下巻）
- 色彩設計 - 成合由紀
- 撮影監督 - 大平幸輝（上巻）、近藤靖尚（下巻）
- 編集 - 田熊純
- 音楽 - 平野義久
- 音響監督 - 本田保則
- アニメーション制作 - ゼクシズ

## 主題歌
オープニングテーマ「桜吹雪」
歌：DASEIN
エンディングテーマ「修羅」
歌：DASEIN